# Oberbalbach
Oberbalbach ist ein Stadtteil von Lauda-Königshofen im Main-Tauber-Kreis, dem nördlichsten Landkreis Baden-Württembergs.

## Geographie

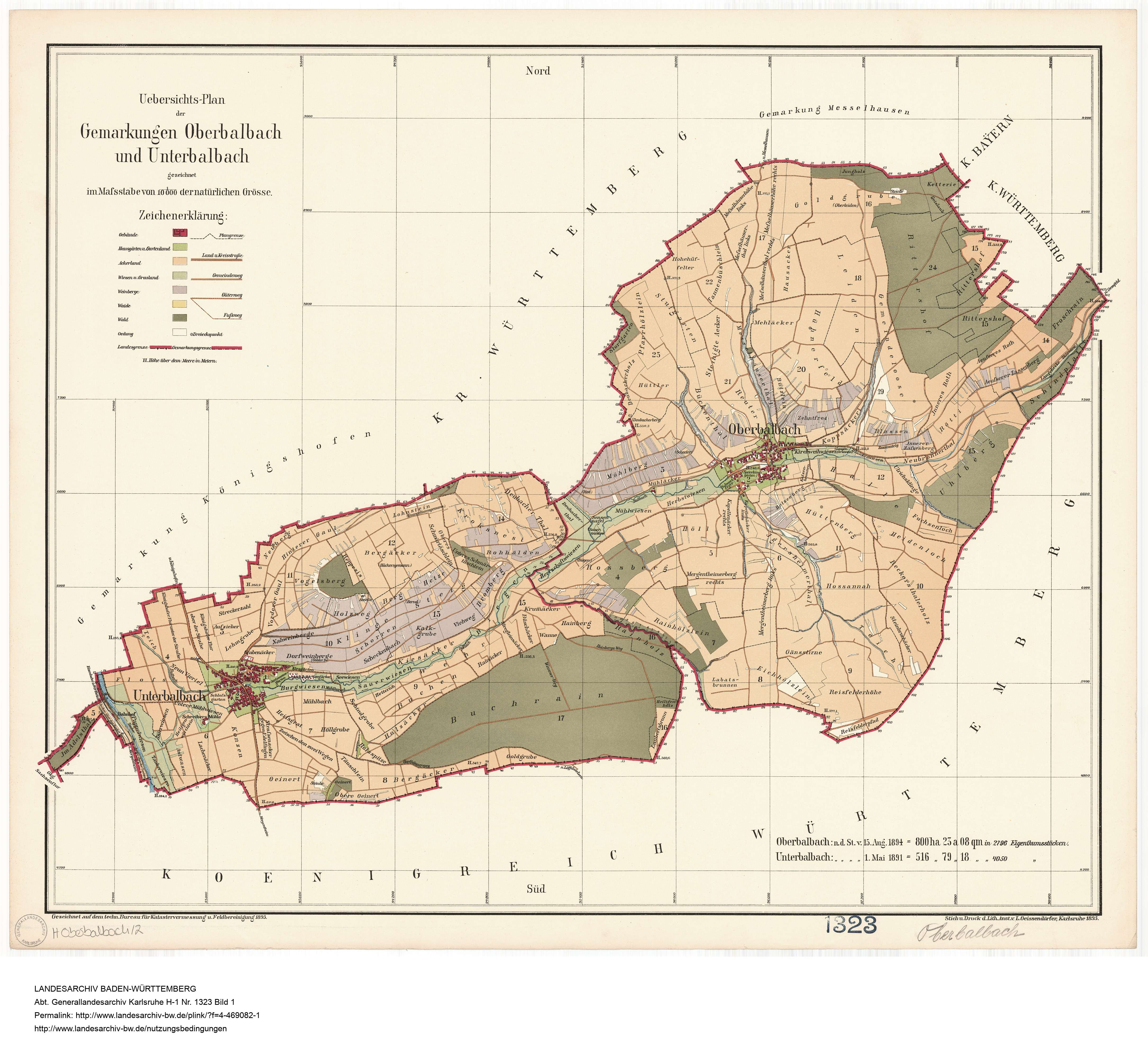
Die Gemarkung von Oberbalbach, um 1895, daneben die Gemarkung von Unterbalbach

Das Dorf liegt etwa viereinhalb Kilometer östlich von Königshofen am Mittellauf des Balbachs, eines Zuflusses der Tauber. Am östlichen Ortsrand mündet von rechts der Leitetalgraben, in der Talspinne in der Ortsmitte von rechts aus der trockenen Messelhäuser Hochfläche der Brünnleinsgraben und von links ein Bach aus dem Igersheimer Tal des Unterbalbach-Röttinger Riedels.
Der alte Ortskern steht überwiegend im Tal auf etwa 245–255 m ü. NHN. Inzwischen hat sich das Dorf durch Neubaugebiete an den Hängen bis auf etwa 270 m ü. NHN ausgebreitet. 
Oberbalbach wird von der Kreisstraße K 2847 durchquert, auf und neben der auch ein Radweg am Balbach entlang führt. Ein zweiter Radweg kreuzt diesen in der Ortsmitte und verläuft in Nord-Süd-Richtung durch die beiden Seitentäler.
Von dem früher auf den Talhängen beidseits des Dorfes betriebenen Weinbau zeugt heute noch eine Steinriegellandschaft. 
Etwa 200 Meter talabwärts am Balbach steht die zu Oberbalbach gehörende Georgsmühle auf etwa 230 m ü. NHN.

## Geschichte

### Frühgeschichte
Eine frühgeschichtliche Besiedelung des nördlichen Höhenkammes über Messelhausen und Vilchband durch die Kelten um 500 v. Chr. ist durch Hügelgräber nachgewiesen. Um 600 bis 800 setzte sich die Sippe des fränkischen Führers Ballo in dem Tal fest.

### Mittelalter
In einer Urkunde vom 16. Dezember 1219 wurde Oberbalbach als „Ballenbach“ erstmals urkundlich erwähnt, 1260 wurde ein „Hermanus de Superiori Balbach“ genannt. Am Sassenberg wird eine frühere Burg vermutet; ob sie wirklich bestand, ist jedoch ungeklärt. Jahrhundertelang gehörte der Ort mehreren Herrschaften zugleich, 1539 gehörten die Dorfbewohner sieben verschiedenen Herrschaftsverbänden an. Seit ca. 1568 waren die von Zobel Hauptbesitzer von Oberbalbach. Ein anderer Besitzer war der Deutsche Ritterorden, was immer wieder zu Streitigkeiten führte. Während des  Dreißigjährigen Krieges zerstörten die Schweden 1634 auf ihrem Rückzug das Dorf. Vermutlich erloschen damals die umliegenden Höfe Laubertsbrunn, Riedershof, Täxenheim, Rödelsee und Hagenfeld. Ihre Existenz ist jedoch nicht gesichert.

### Neuzeit
1806 ging ein Teil des Besitzes von Oberbalbach an Baden, ein anderer an das Königreich Württemberg, was zu blutigen Unruhen führte. 1810 wurde Oberbalbach im Grenzvertrag zwischen Württemberg und Baden endgültig badisch. 1813 gehörte der Ort zum Bezirksamt Boxberg, 1833 Bezirksamt Gerlachsheim, 1864 Bezirksamt Tauberbischofsheim.
1850 wurde die Schule neu gebaut, 1888 die Kirche erweitert und 1894 ein neues Pfarrhaus gebaut. 1920 erhielt Oberbalbach elektrischen Strom und wurde 1928 an die Wasserversorgung angeschlossen.
Im Zweiten Weltkrieg verloren 49 Männer des Ortes ihr Leben. Zu Ostern 1945 wurden zehn Bauernhöfe schwer beschädigt, auch das Dorfarchiv wurde in Mitleidenschaft gezogen, wodurch viele Quellen verloren gingen. 
Im Zuge der baden-württembergischen Gemeindereform wurde die bis dahin selbständige Gemeinde Oberbalbach am 1. Januar 1975 Teil der neu gebildeten Städtegemeinde Lauda-Königshofen.

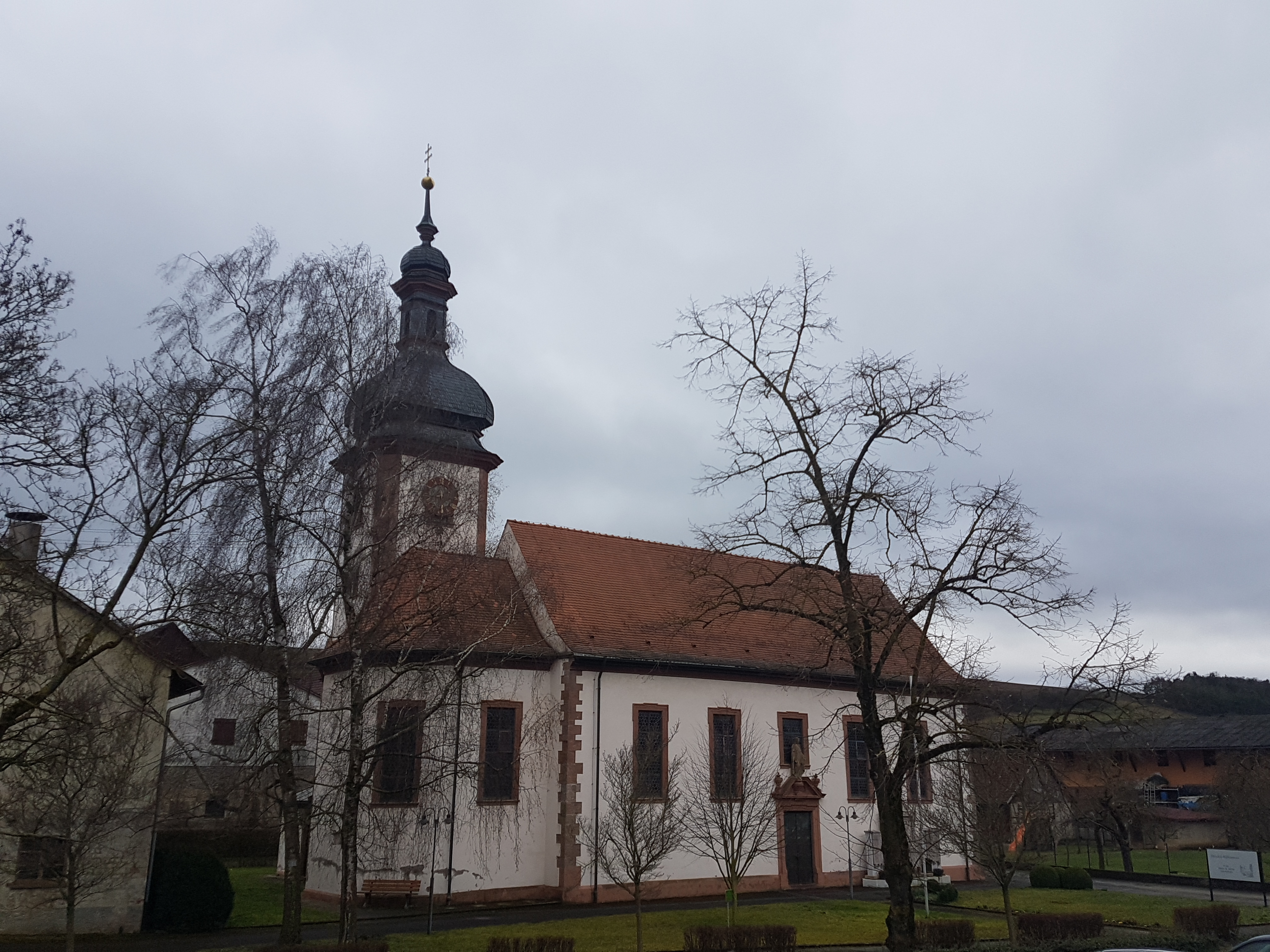
St. Georg in Oberbalbach

## Kultur und Sehenswürdigkeiten
- Die katholische Pfarrkirche St. Georg wurde 1738 im barocken Stil erbaut. 1888 wurde sie vergrößert und 1935 renoviert. Vorgängerbau war die 1665 erstmals erwähnte baufällige alte Kirche. Aus einer Urkunde des Jahres 1348 geht hervor, dass das Dorf damals bereits eine Kirche besaß.

## Partnerschaften
- Österreich: Seit 2016 besteht eine Partnerschaft mit der niederösterreichischen Ortschaft Gschaidt, der bereits eine langjährige Freundschaft vorausging.[6]

## Vereine
Im Ort gibt es 16 Vereine (Stand, 2018), deren größter der Sportverein 1948 Oberbalbach ist.